# الاتصالات في فيتنام

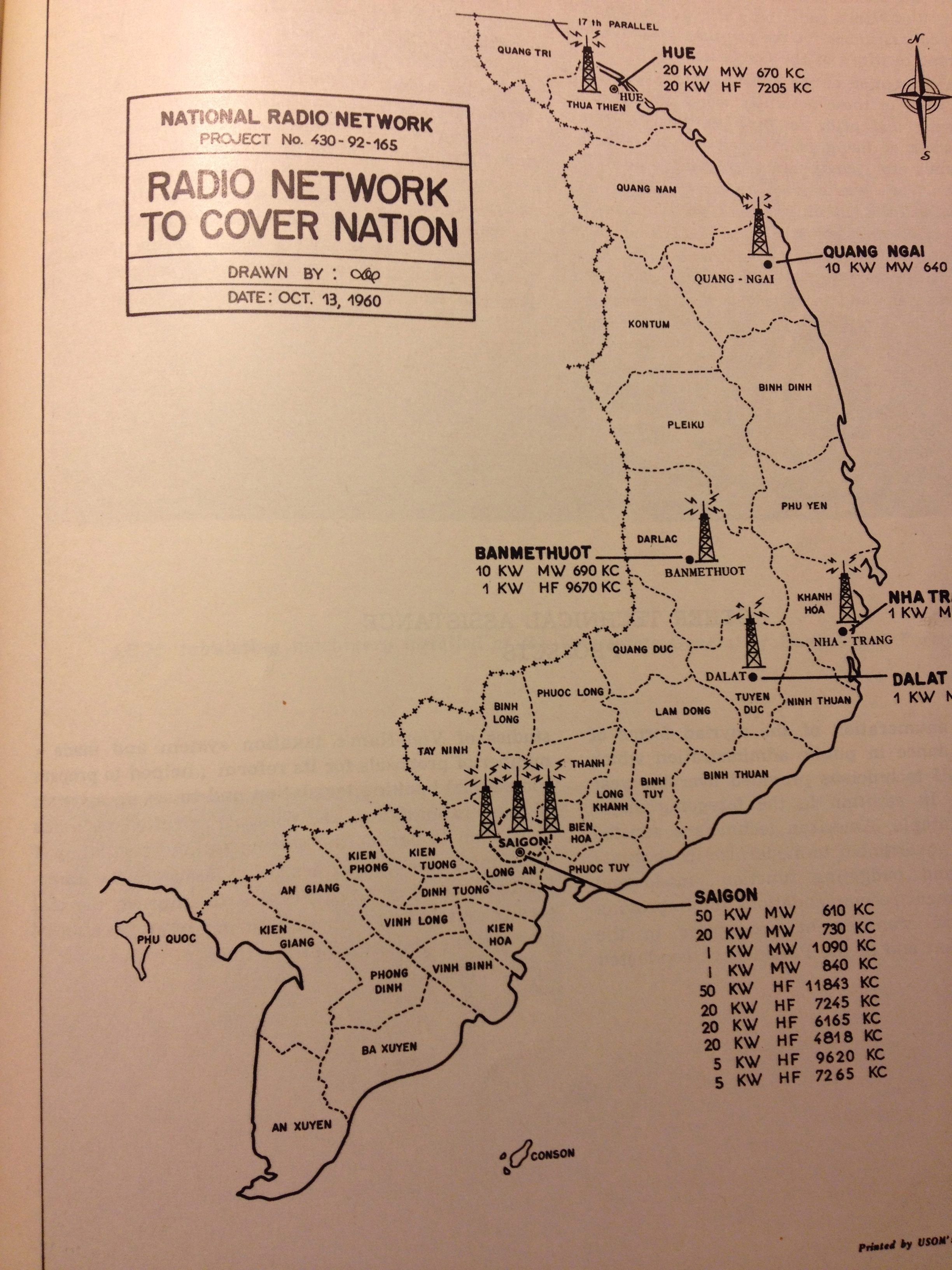
شبكة إذاعية لجمهورية فيتنام

الاتصالات في فيتنام تتضمن الاتصالات في فيتنام استخدام الهواتف، الراديو، التلفاز والانترنت.

## الاتصالات
تسخر فيتنام مجهوداً ملحوظاً في تحديث وتوسيع نظام الاتصالات السلكية واللاسلكية، فيتم محلياً تحويل جميع التبادلات الإقليمية إلى أرقام رقمية ومتصلة بهانوي ودا نانغ ومدينة هو تشي مين عن طريق كابلات الألياف الضوئية أو شبكات ترحيل راديو الميكروويف، وتمت زيادة الخطوط الرئيسية بشكل كبير، كما أن استخدام الهواتف المحمولة ينمو بسرعة، فاعتبارًا من عام 2012، كان هناك 134 مليون مستخدم للهاتف المحمول، مما جعل فيتنام تحتل المرتبة السادسة في العالم.
هناك محطتان أرضيتان تابعتان للقمر الصناعي قيد الاستخدام: Intersputnik (منطقة المحيط الهندي).
المشغل الحالي هو مجموعة البريد والاتصالات السلكية واللاسلكية الفيتنامية، والتي انبثقت عن الإدارة العامة للبريد والاتصالات السلكية واللاسلكية بعد فصل الوظائف التنظيمية والتجارية لهذه الأخيرة في عام 1990. وبعد إنشاء كيان تنظيمي منفصل، تم فتح قطاعات السوق للمنافسة، وذلك بدءاً من خدمات الهاتف المحمول في عام 1995 وهو سوق الخدمات الدولي الذي يعتبر الأكثر ربحًا، تم فتحه لمقدمي الخدمات الآخرين في عام 2000.

## شبكات الهاتف
• فيتل موبايل (corp فيتل مباشرة تحت): 032 ، 033 ، 034 ، 035 ، 036 ، 037 ، 038 ، 039 ، 096 ، 097 ، 098
• موبيفون (VM  مباشرة تحت): 070 ، 076 ، 077 ، 078 ، 079 ، 089 ، 090 ، 093
• فينا فون (VNPT مباشرة تحت): 081 ، 082 ، 083 ، 084 ، 085 ، 086 ، 088 ، 091 ، 094
• س-فون (CDMA S-Telecom مباشرة تحت): 095
• فيتنام موبايل (ex-HT هاتف): 092 ، 052 ، 056 ، 058
بي لاين (G-Tel مباشرة تحت): 059 ، 099
وفي بداية عام 2013 ، تم إغلاق خدمات S-Fone و Beeline مؤقتًا بسبب المنافسات الصعبة مع مشغلي شبكات الهاتف المحمول الآخرين. فدخلت شركة Beeline وهي مشغل للهاتف المحمول أسستها شركة الاتصالات العالمية أو G-Tel و VimpelCom ، إلى السوق في عام 2009. وأنهت شركة بالتعاون بين شركات من فيتنام وروسيا خدمتها بحلول نهاية عام 2012 وذلك نتيجة لتملك شركة G-Tel  لشركة Beeline بعد أن باعت VimpelCom جميع الأسهم لشريكها، وفي وقت سابق من عام 2010 ، قررت شركة SK Telecom الانسحاب من سوق الهاتف المحمول الفيتنامي عند إيقاف التعاون مع SPT - Saigon Postel Corp. في S-Fone.

## الإعلام الإذاعي
تتحكم الحكومة على جميع وسائل الإعلام الإذاعية التي تطبق الرقابة من خلال وزارة الإعلام والاتصالات، فمزود التلفزيون الوطني الذي تسيطر عليه الحكومة، تلفزيون فيتنام، يدير شبكة من 9 قنوات مع العديد من مراكز البث الإقليمية، ويتم نقل البرامج في جميع أنحاء البلاد عبر شبكة من محطات التلفزيون الإقليمية والبلدية. ويحد قانون فيتنام من الوصول إلى القنوات الفضائية، لكن العديد من الأسر قادرة على الوصول إلى البرامج الأجنبية عبر معدات الأقمار الصناعية المنزلية.
- محطات البث: ست (بالإضافة إلى 61 محطة تلفزيونية إقليمية) (اعتبارًا من عام 2006)

## الإنترنت
وبالرغم من وجود خدمات الإنترنت الأساسية في فيتنام منذ أوائل التسعينيات، فقد افتتح أول مزود خدمة إنترنت تجاري (ISP) للعمل فيعام 1997. ومنذ عام 1997 تم ربط فيتنام ببوابتين: واحدة في هانوي تتصل بهونج كونج وأستراليا، والآخرى في مدينة هو تشي من والتي تتصل بالولايات المتحدة عن طريق «سبرنت».
وتحتل فيتنام المرتبة 16 في العالم من حيث عدد مستخدمي الإنترنت، وهي أعلى بكثير من أي من الدول المجاورة لها في جنوب شرق آسيا.
وهناك خمسة مزودي خدمات إنترنت عاملين: شركة Netnam ، وشركة اتصالات البيانات الفيتنامية (VDC) ، وشركة التمويل والتكنولوجيا الترويجية (FPT) ، وشركة سايجون لخدمات البريد والاتصالات (Saigon Postel Corporation ، SPT) وشركة Viettel.  أما في المدن الكبيرة تتوفر خدمة الألياف على نطاق واسع.

### إحصائيات
| عام  | المستخدمون | دعامة نات (٪) | عرض النطاق الترددي الدولي (بت / ث) | النطاق الترددي المحلي (بت / ث) |
| ---- | ---------- | ------------- | ---------------------------------- | ------------------------------ |
| 2003 | 804528     | 3.80          | 1,036                              |                                |
| 2006 | 4,059,392  | 17.67         | 7000                               |                                |
| 2009 | 20894705   | 24.47         | 53659                              | 68760                          |
| 2012 | 31,200,000 | 35.62         | 311,176                            | 415396                         |

## روابط خارجية
- إحصائيات